# Cidahu (Cibitung)
Cidahu is een bestuurslaag in het regentschap Sukabumi van de provincie West-Java, Indonesië. Cidahu telt 5185 inwoners (volkstelling 2010).